# Cap D'Agde WCT 1982
Il Cap D'Agde WCT 1982 è stato un torneo di tennis giocato sulla terra rossa. È stata la 1ª edizione del torneo che fa parte del World Championship Tennis 1982. Si è giocato a Cap d'Agde in Francia dal 26 luglio al 1º agosto 1982.

## Campioni

### Singolare maschile
Tomáš Šmíd ha battuto in finale  Lloyd Bourne con il punteggio di 6–3 6–4 5–7 6–2

### Doppio maschile
Andy Andrews /  Drew Gitlin hanno battuto in finale  Pavel Složil /  Tomáš Šmíd con il punteggio di 6–2 6–4